# Чешка на Европском првенству у атлетици на отвореном 2016.
Чешка је учествовала на 23. Европском првенству у атлетици на отвореном 2016. одржаном у Амстердаму од 6. до 10. августа. То је било њено 8. учешће на овом такмичењу под садашњим именом. Репрезентацију Чешке представљало је 47. спортиста (29 мушкараца и 18 жена) који су се такмичили у 26 дисциплина 13 мушких и 13 женских.
У укупном пласману Чешка је са 4 (сребрне) освојене медаље заузела је 20. место. Поред тога оборен је један национални рекорд, 2 лична рекорда и 5 најбољих резултата сезоне.
У табели успешности према броју и пласману такмичара који су учествовали у финалним такмичењима (првих 8 такмичара) Чешка је са 11 учесника у финалу заузела 11 место са 49 бодова.
| Плас. | Земља | 1. место | 2. место | 3. место | 4. место | 5. место | 6. место | 7. место | 8. место | Бр. финал. | Бод. |
| ----- | ----- | -------- | -------- | -------- | -------- | -------- | -------- | -------- | -------- | ---------- | ---- |
| 11.   | Чешка | -        | 4 – 28   | -        | 2 - 10   | 1 – 4    | 1 – 3    | 1 – 2    | 2 - 2    | 11         | 49   |

## Учесници
| Мушкарци: - Јан Велеба — 100 м - Павел Маслак — 400 м, 4 х 400 м - Јакуб Холуша — 1.500 м - Филип Сасинек — 1.500 м - Петр Винтер — 1.500 м - Милан Коцурек — Полумаратон - Јиржи Хомолач — Полумаратон - Павел Димак — Полумаратон - Вит Плавишта — Полумаратон - Вит Мулер — 400 м препоне - Михал Брож — 400 м препоне - Михал Десенски — 4 х 400 м - Јан Тесар — 4 х 400 м - Патрик Шорм — 4 х 400 м - Јарослав Баба — Скок увис - Јан Кудличка — Скок мотком - Михал Балнер — Скок мотком - Лукаш Посекани — Скок мотком - Радек Јушка — Скок удаљ - Ладислав Прашил — Бацање кугле - Мартин Сташек — Бацање кугле - Томаш Вонавка — Бацање диска - Лукаш Мелих — Бацање кладива - Јакуб Вадлејх — Бацање копља - Витјезслав Весели — Бацање копља - Јарослав Јилек — Бацање копља - Адам Себастијан Хелцелет — Десетобој - Марек Лукаш — Десетобој - Јиржи Сикора — Десетобој | Жене: - Пиркова Марчела — 200 м - Кристина Маки — 5.000 м - Ева Врабцова Нивлтова — Полумаратон - Луција Куделова — 100 м препоне - Тереза Вокалова — 400 м препоне - Луција Секанова — 3.000 м препреке - Михаела Хруба — Скок увис - Јиржина Птачњикова — Скок мотком - Ребека Шилханова — Скок мотком - Романа Малацова — Скок мотком - Луција Мајкова — Троскок - Маркета Червенкова — Бацање кугле - Елишка Станкова — Бацање диска - Катежина Шафранкова — Бацање кладива - Барбора Шпотакова — Бацање копља - Јармила Јурковицова — Бацање копља - Ирена Шедива — Бацање копља - Катарина Цахова — Седмобој |  |

## Освајачи медаља (4)

### Сребро (4)
- Павел Маслак — 400 м
- Јан Кудличка — Скок мотком
- Витјезслав Весели — Бацање копља
- Адам Себастијан Хелцелет — Десетобој

## Резултати

### Мушкарци
| Атлетичар                                         | Дисциплина     | Лични рекорд | Квалификације   | Квалификације   | Полуфинале            | Полуфинале           | Финале                | Финале       | Детаљи |
| Атлетичар                                         | Дисциплина     | Лични рекорд | Резултат        | Место           | Резултат              | Место                | Резултат              | Место        | Детаљи |
| ------------------------------------------------- | -------------- | ------------ | --------------- | --------------- | --------------------- | -------------------- | --------------------- | ------------ | ------ |
| Јан Велеба                                        | 100 м          | 10,23 НР     | 10,30 КВ        | 3. у гр. 2      | 10,28                 | 8. у гр. 1           | Није се квалификовао  | 16 / 34 (37) |        |
| Павел Маслак                                      | 400 м          | 44,79 НР     |                 |                 | 45,31 КВ, ЛРС         | 2. у гр. 1           | 45,36                 |              |        |
| Филип Сасинек                                     | 1.500 м        | 3:36,32      | 3:39,77 кв      | 4. у гр. 3      |                       |                      | 3:47,76               | 8 / 35 (37)  |        |
| Петр Винтер                                       | 1.500 м        | 3:39,85      | 3:43,22         | 7. у гр. 1      | Није се квалификовао  | 18 / 35 (37)         |                       |              |        |
| Јакуб Холуша                                      | 1.500 м        | 3:34,26 НР   | Дисквалификован | Дисквалификован | Није се квалификовао  | Није се квалификовао |                       |              |        |
| Милан Коцурек                                     | Полумаратон    | 1:04:23      |                 |                 |                       |                      | 1:08:00               | 58 / 84 (92) |        |
| Јиржи Хомолач                                     | Полумаратон    | 1:03:50      | 1:08:34         | 64 / 84 (92)    |                       |                      |                       |              |        |
| Павел Димак                                       | Полумаратон    | 1:06:25      | 1:10:55         | 79 / 84 (92)    |                       |                      |                       |              |        |
| Вит Плавиштаа                                     | Полумаратон    | 1:05:09      | 1:11:58         | 82 / 84 (92)    |                       |                      |                       |              |        |
| Вит Мулер                                         | 400 м препоне  | 50,45        | 50,80 кв        | 4. у гр. 1      | 50,70                 | 8. у гр. 1           | Нису се квалификовали | 20 / 38 (39) |        |
| Михал Брож                                        | 400 м препоне  | 49,78        | 50,83 кв, ЛРС   | 4. у гр. 4      | 50,85                 | 8. у гр. 3           | Нису се квалификовали | 22 / 38 (39) |        |
| Јан Тесар Павел Маслак Михал Десенски Патрик Шорм | 4 х 400 м      | 3:02,72 НР   | 3:02,66 КВ, НР  | 3. у гр. 1      |                       |                      | 3:03,86               | 4 / 16       |        |
| Јарослав Баба                                     | Скок увис      | 2,36 НР      | 2,25 КВ         | 4. у гр. А      | 2,24                  | 7 / 23               |                       |              |        |
| Јан Кудличка                                      | Скок мотком    | 5,83 НР      | 5,35            | 6. у гр. Б КВ   | 5,60                  |                      |                       |              |        |
| Лукаш Посекани                                    | Скок мотком    | 5,55         | 5,15            | 11. у гр А      | Нису се квалификовали | 24 / 18 (29)         |                       |              |        |
| Михал Балнер                                      | Скок мотком    | 5,82         | 5,35            | 8. у гр А       | Нису се квалификовали | 19 / 18 (29)         |                       |              |        |
| Радек Јушка                                       | Скок удаљ      | 8,15         | 8,11 КВ, ЛРС    | 2. у гр. А      | 7,93                  | 4 / 24 (25)          |                       |              |        |
| Ладислав Прашил                                   | Бацање кугле   | 21,47        | 19,56           | 7. у гр. А      | Нису се квалификовали | 14 / 27 (29)         |                       |              |        |
| Мартин Сташек                                     | Бацање кугле   | 20,98        | 18,32           | 15. у гр. Б     | Нису се квалификовали | 27 / 27 (29)         |                       |              |        |
| Томаш Вонавка                                     | Бацање диска   | 63,18        | 58,39           | 13. у гр. А     | Нису се квалификовали | 24 / 27 (30)         |                       |              |        |
| Лукаш Мелих                                       | Бацање кладива | 80,28        | 70,50           | 10. у гр. А     | Нису се квалификовали | 19 / 28              |                       |              |        |
| Витјезслав Весели                                 | Бацање копља   | 88,34        | 84,82 КВ        | 2. у гр. А      | 83,59                 |                      |                       |              |        |
| Јакуб Вадлејх                                     | Бацање копља   | 86,76        | 85,06 КВ        | 1. у гр. Б      | 78,12                 | 9 / 30 (32)          |                       |              |        |
| Јарослав Јилек                                    | Бацање копља   | 83,19        | 81,09 кв        | 5. у гр. Б      | 76,92                 | 10 / 30 (32)         |                       |              |        |

#### Десетобој
| Атлетичар                | Дисциплина | 100 м | Даљ      | БКу       | Вис       | 400 м | 110 м пр. | Диск      | СМ       | БКо       | 1.500 м     | Укупно | Пласман      | Белешка |
| ------------------------ | ---------- | ----- | -------- | --------- | --------- | ----- | --------- | --------- | -------- | --------- | ----------- | ------ | ------------ | ------- |
| Адам Себастијан Хелцелет | Резултат   | 11,07 | 7,07     | 14,94 ЛРС | 1,95      | 50,36 | 14,49     | 47,12 ЛРС | 4,90 ЛРС | 67,24 ЛРС | 4:38,39 ЛРС | 8.157  |              |         |
| Адам Себастијан Хелцелет | Бодови     | 845   | 830      | 786       | 758       | 798   | 912       | 811       | 880      | 847       | 690         | 8.157  |              |         |
| Марек Лукаш              | Резултат   | 11,17 | 7.00 ЛРС | 13,81     | 1,92 =ЛРС | 51,42 | 14,82     | 39,38     | 4,30     | 66,81     | 4:33,10     | 7.625  | 14 / 19 (28) |         |
| Марек Лукаш              | Бодови     | 823   | 814      | 717       | 731       | 750   | 871       | 652       | 702      | 841       | 724         | 7.625  | 14 / 19 (28) |         |
| Јиржи Сикора             | Резултат   | 11,15 | 6,88     | БП        | НС        |       |           |           |          |           |             |        | НЗ           |         |
| Јиржи Сикора             | Бодови     | 827   | 785      | 0         |           |       |           |           |          |           |             |        | НЗ           |         |

### Жене
| Атлетичар             | Дисциплина       | Лични рекорд | Квалификације | Квалификације | Полуфинале            | Полуфинале            | Финале                | Финале       | Детаљи |
| Атлетичар             | Дисциплина       | Лични рекорд | Резултат      | Место         | Резултат              | Место                 | Резултат              | Место        | Детаљи |
| --------------------- | ---------------- | ------------ | ------------- | ------------- | --------------------- | --------------------- | --------------------- | ------------ | ------ |
| Пиркова Марчела       | 200 м            | 23,60        | 24,03         | 7. у гр. 1    | Није се квалификовала | Није се квалификовала | Није се квалификовала | 24 / 28      |        |
| Кристина Маки         | 5.000 м          | 15:31,15 НР  |               |               |                       |                       | 15:52,90              | 9 / 11 (12)  |        |
| Ева Врабцова Нивлтова | Полумаратон      | 1:11:06      | 1:12:01       | 8 / 81 (90)   |                       |                       |                       |              |        |
| Луција Куделова       | 100 м препоне    | 13,12        | 13,41         | 5. у гр. 2    | Нису се квалификовале | Нису се квалификовале | Нису се квалификовале | 31 / 36 (38) |        |
| Тереза Вокалова       | 400 м препоне    | 54,24        | 57,97         | 4. у гр. 3    | Нису се квалификовале | Нису се квалификовале | Нису се квалификовале | 26 / 35      |        |
| Луција Секанова       | 3.000 м препреке | 9:41,84      | 10:10,93      | 4. у гр. 3    |                       |                       | Није се квалификовала | 25 / 26 (27) |        |
| Михаела Хруба         | Скок увис        | 1,93         | 1,92 КВ       | 1. у гр. А    | 1,84                  | 12 / 26               |                       |              |        |
| Јиржина Птачњикова    | Скок мотком      | 4,76 НР      | 4,35          | 10. у гр. Б   | Нису се квалификовале | 17 / 27 (29)          |                       |              |        |
| Ребека Шилханова      | Скок мотком      | 4,40         | 4,00          | 11. у гр. А   | Нису се квалификовале | 22 / 27 (29)          |                       |              |        |
| Романа Малацова       | Скок мотком      | 4,55         | БП            | БП            | Није се квалификовала | Није се квалификовала |                       |              |        |
| Луција Мајкова        | Троскок          | 15,20        | 13,81 кв      | 5. у гр. Б    | 13,70                 | 12 / 22               |                       |              |        |
| Маркета Червенкова    | Бацање кугле     | 16,86        | 16,56         | 7. у гр. А    | Није се квалификовала | 15 / 21 (22)          |                       |              |        |
| Елишка Стањкова       | Бацање диска     | 60,48        | 60,32 КВ      | 5. у гр. Б    | 55,90                 | 14 / 26               |                       |              |        |
| Катежина Шафранкова   | Бацање кладива   | 72,47 НР     | 70,04 КВ      | 2. у гр. А    | 69,55                 | 9 / 28 (30)           |                       |              |        |
| Барбора Шпотакова     | Бацање копља     | 72,28 СР     | 63,73 КВ      | 1. у гр. А    | 62,66                 | 5 / 31 (34)           |                       |              |        |
| Јармила Јурковицова   | Бацање копља     | 62,60        | 53,96         | 12. у гр. Б   | Нису се квалификовале | 25 / 31 (34)          |                       |              |        |
| Ирена Шедива          | Бацање копља     | 59,89        | 52,48         | 15. у гр. Б   | Нису се квалификовале | 29 / 31 (34)          |                       |              |        |

#### Седмобој
| Дисциплина    | Катарина Цахова | Катарина Цахова | Катарина Цахова | Катарина Цахова | Катарина Цахова | Катарина Цахова |
| Дисциплина    | Лич. рек.       | Резултат        | Бод.            | Плас.           | Укупно          | Плас.           |
| ------------- | --------------- | --------------- | --------------- | --------------- | --------------- | --------------- |
| 100 м препоне | 13,05           | 13,33           | 1.075           | 3.              |                 |                 |
| Скок увис     | 1,85            | 1,62            | 759             | 18.             | 1.834           | 15.             |
| Бацање кугле  | 12,96           | 11,84           | 651             | 19.             | 2.485           | 19.             |
| 200 м         | 24,10           | 24,30           | 958             | 3.              | 3.437           | 14.             |
| Скок удаљ     | 6,40            | 6,31 ЛРС        | 946             | 5.              | 4.383           | 11.             |
| Бацање копља  | 47,47           | 44,80           | 760             | 13.             | 5.143           | 9.              |
| 800 м         | 2:13,18         | 2:13,91         | 908             | 5.              | 6.051           |                 |
| Седмобој      | 6.328           |                 |                 |                 | 6.051           | 6 / 15 (21)     |